# 이삼 제마
이삼 제마(아랍어: عصام جمعة, Issam Jemâa, 1984년 1월 28일 ~ )는 튀니지의 전 축구 선수로 과거 포지션은 공격수였다.